# Cryptomerinx
Cryptomerinx är ett släkte av tvåvingar. Cryptomerinx ingår i familjen rovflugor.
Kladogram enligt Catalogue of Life:
| Cryptomerinx | \| \| Cryptomerinx laphricornis \| \| \| \| \| \| Cryptomerinx mirandai \| \| \| \| |
|              | \| \| Cryptomerinx laphricornis \| \| \| \| \| \| Cryptomerinx mirandai \| \| \| \| |
|              | Cryptomerinx laphricornis                                                           |
|              |                                                                                     |
|              | Cryptomerinx mirandai                                                               |
|              |                                                                                     |